# Melitoma nudipes
Melitoma nudipes är en biart som först beskrevs av Hermann Burmeister 1876.  Melitoma nudipes ingår i släktet Melitoma och familjen långtungebin. Inga underarter finns listade i Catalogue of Life.